# سایت میراث جهانی ناحیه حفاظت‌شده گواناکاسته
ناحیه حفاظت‌شده گواناکاسته یک شبکه از مناطق حفاظت‌شده و یک میراث جهانی در استان گواناکاسته، در شمال غربی کاستاریکا است. سایت میراث جهانی حاوی یک بخش بکر از جنگل خشک استوایی و زیستگاه مهمی برای چندین گونه آسیب‌پذیر است، از جمله تاپیر بیرد، مرغ مگس‌خوار حرا و مکائوی سبز بزرگ. بیش از ۷۰۰۰ گونه گیاهی و ۹۰۰ گونه مهره‌داران در این پارک شناسایی شده‌اند.